# Solomons United National Party
Die Solomon United National Party (SUN, dt.: „Nationale Partei der Vereinten Salomonen“) war eine Politische Partei in den Salomonen.

## Geschichte
Nach den Wahlen 1967 wurde die Partei 1968 von David Kausimae, Bill Ramsay und Frank Wickham gegründet. Ursprünglich handelte es sich nur um eine Gruppe von Mitgliedern des Legislative Council und wurde mit dem Ziel gegründet bei den britischen Behörden Lobby-Arbeit für ein Kabinett-System zu machen.
Die Partei veröffentlichte 1972 ein Manifest und war die einzige Partei, welche in den Wahlen 1973 antrat. Sie errang jedoch nur einen Sitz und wurde bald nach der Wahl für aufgelöst erklärt. Kausimae gründete  daraufhin die Rural Alliance Party.